# Windesheim (Nederland)

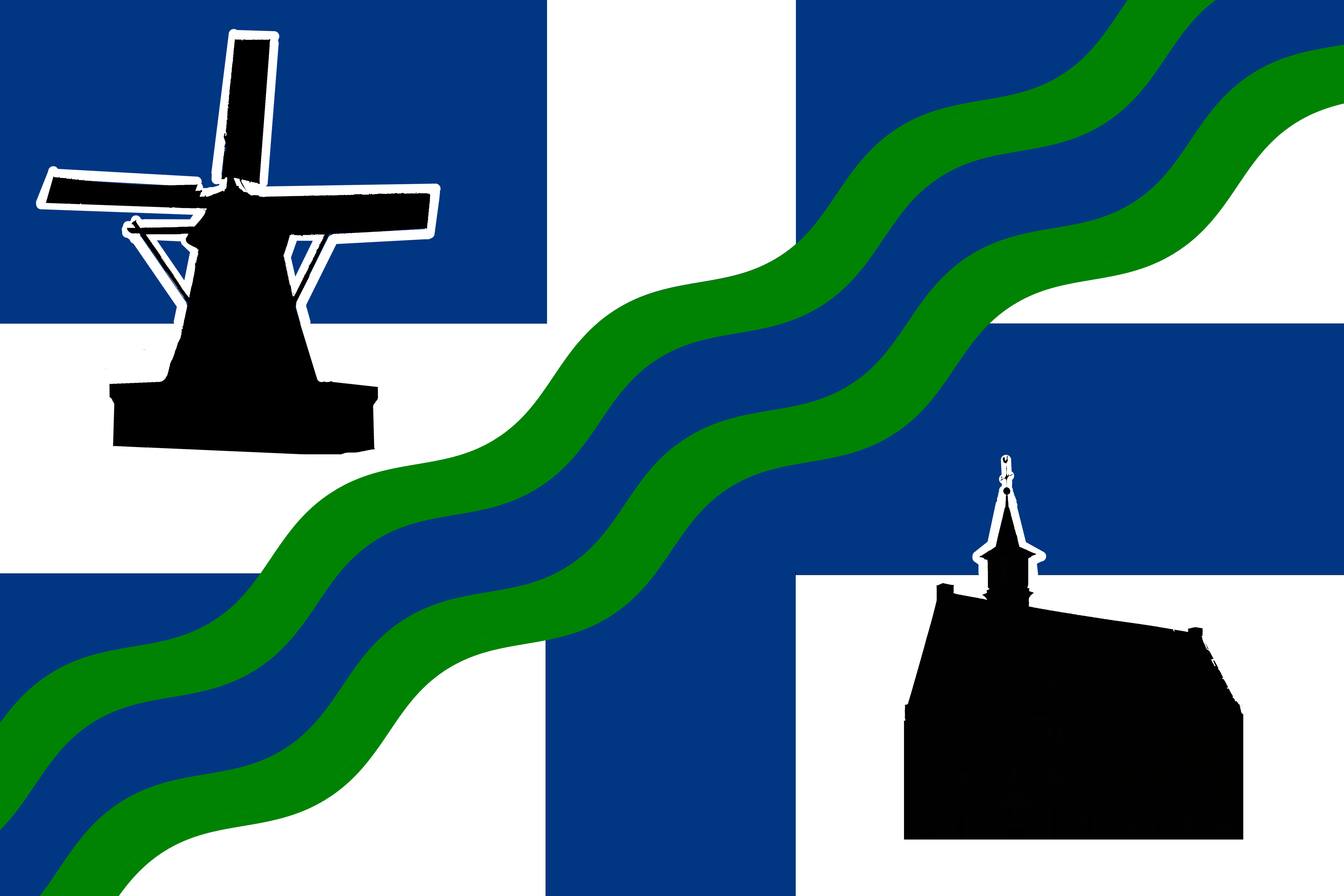
Vlag van Windesheim

Windesheim (Nedersaksisch: Weensum) is een oud kerkdorp en buurt tussen Zwolle en Wijhe dat in 1967 bij Zwolle is gevoegd (daarvoor hoorde het bij de niet meer bestaande gemeente Zwollerkerspel), het ligt aan de zuidrand van de gemeente. Er wonen ongeveer 800 mensen. Windesheim behoort tot de wijk Soestweteringlanden van Zwolle. Windesheim heeft geen eigen postcode. In het postcodeboek valt het dorp onder de plaatsnaam Zwolle.

## Geschiedenis
Windesheim ligt op een rivierduin dat is gevormd in het Preboreaal, een etage van het Holoceen. De oudste sporen van bewoning stammen uit de Jonge steentijd.
Windesheim heeft zijn naam mogelijk te danken aan een heim (= woonplaats) aan een winde (=kromming in een waterloop of weg).
Tot de Reformatie stond in Windesheim het moederklooster van de Congregatie van Windesheim. Van hieruit werden in heel Noordwest-Europa kloosters gesticht die zich verwant voelden aan de geloofsleer van de Moderne Devotie. Van dit complex zijn nog een tweetal kelders en de voormalige brouwerij, die nu dienstdoet als protestantse kerk, bewaard gebleven.
Op het landgoed Windesheim stond het Huis te Windesheim, het werd in 1944 door een geallieerde bommenwerper verwoest. Alleen de bouwhuizen zijn nog aanwezig. Van 1866 tot 1936 had het dorp een eigen station gelegen aan de spoorlijn Deventer - Zwolle.

## Bezienswaardigheden

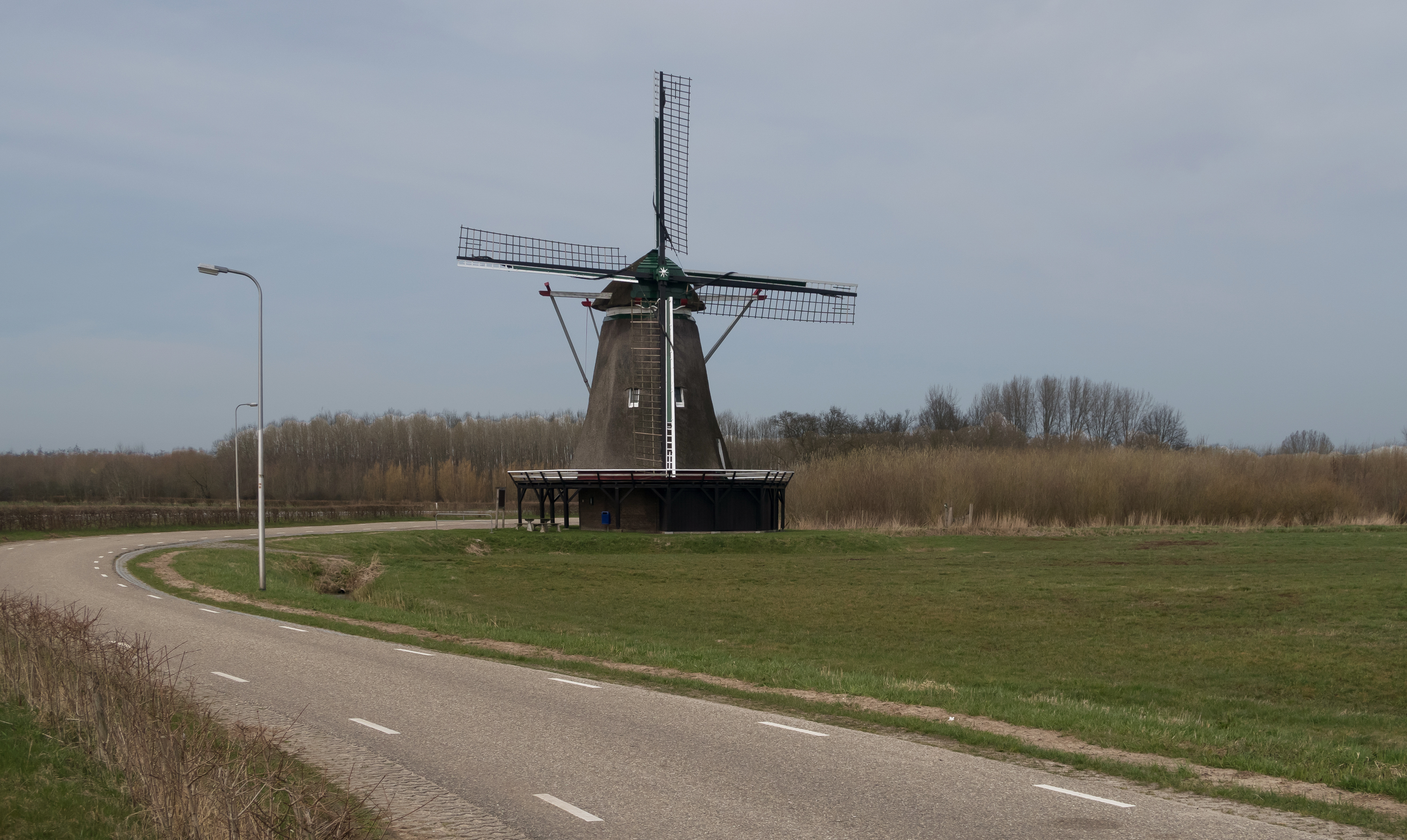
Windesheim, de Windesheimer Molen

Net buiten het dorp staat aan de N337 de Windesheimer molen.